# Malaysias Grand Prix 2011
Malaysias Grand Prix 2011, officiellt 2011 Formula 1 Petronas Malaysian Grand Prix, var en Formel 1-tävling som hölls den 10 april 2011 på Sepang International Circuit i Malaysia. Det var den tredje tävlingen av Formel 1-säsongen 2011 och kördes över 56 varv. Vinnare av loppet blev Sebastian Vettel för Red Bull, tvåa blev Jenson Button för McLaren och trea blev Nick Heidfeld för Renault.

## Kvalet

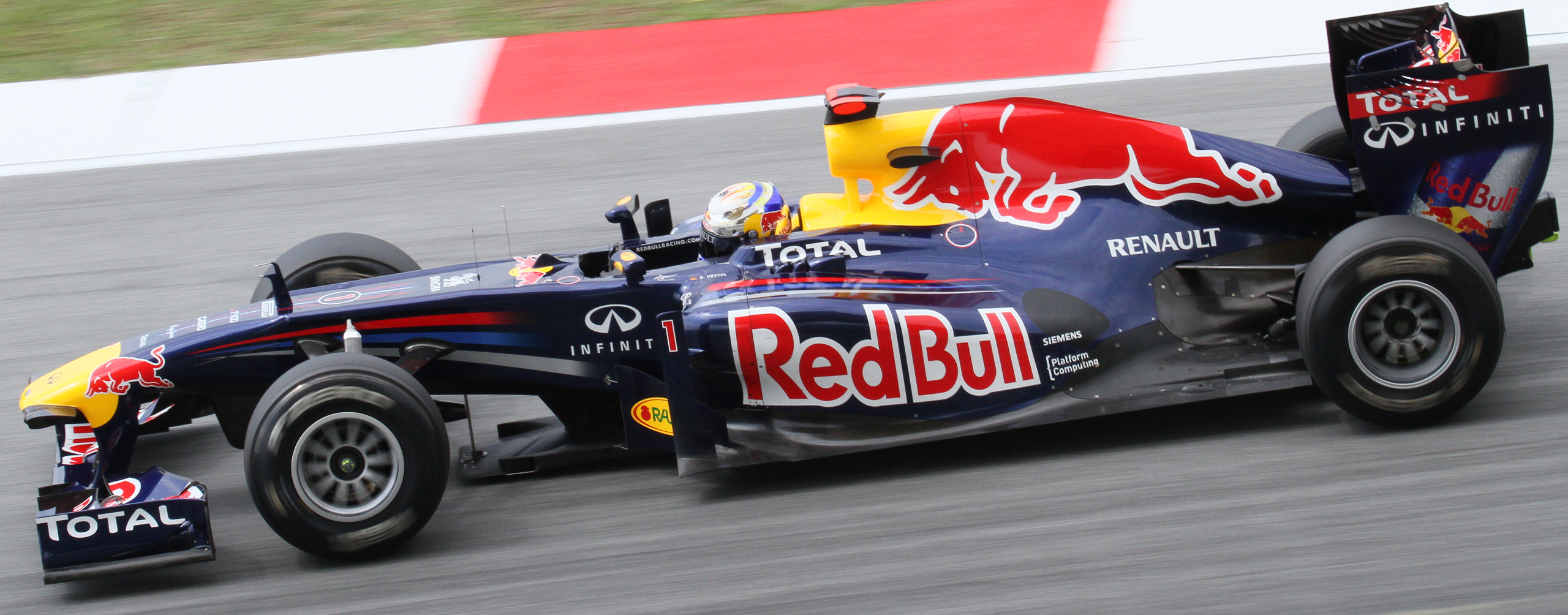
Sebastian Vettel tog hand om pole position.

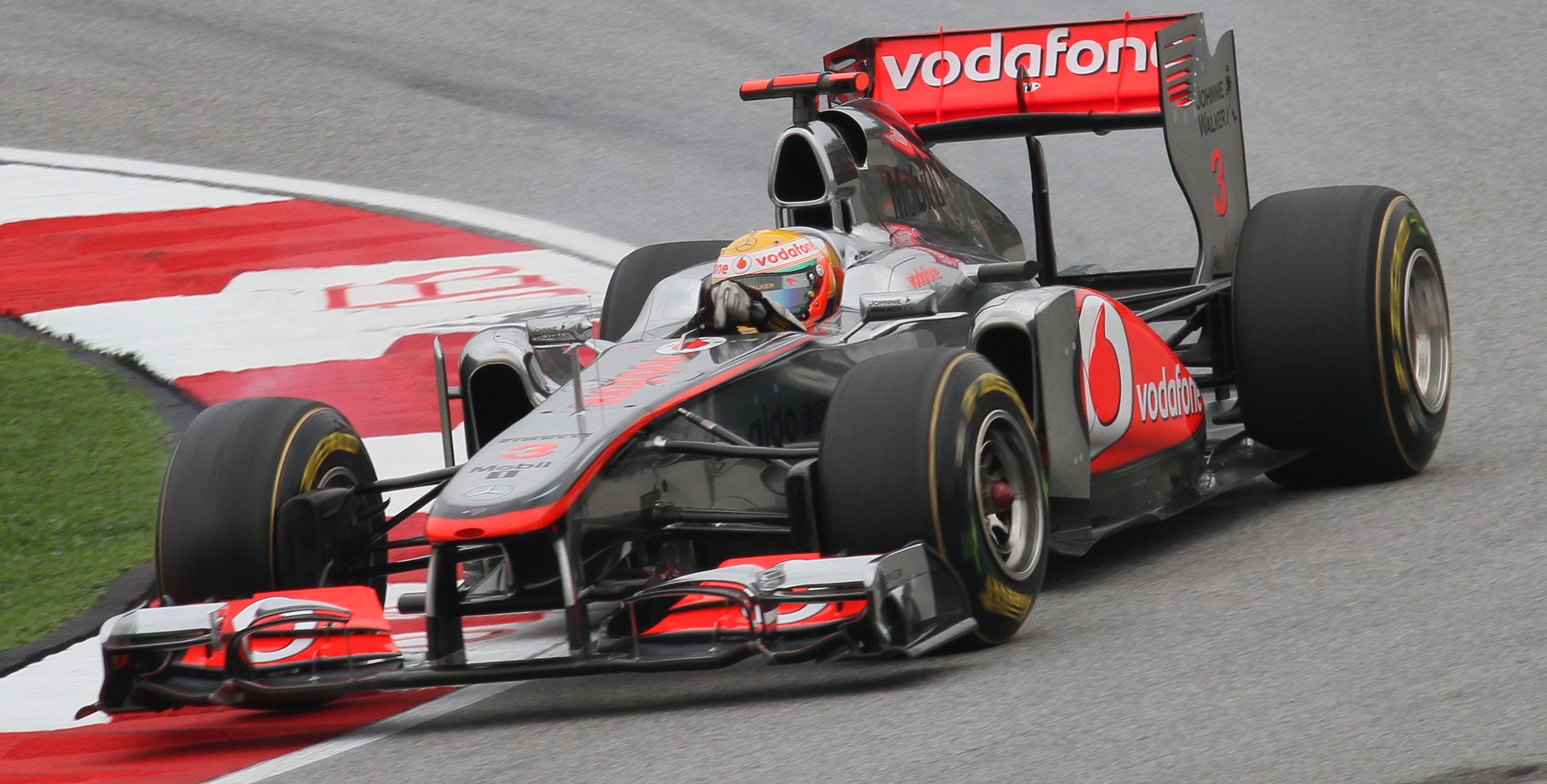
Lewis Hamilton startade tvåa.

| KR. | Nr | Förare             | Konstruktör          | Q1       | Q2       | Q3       | Grid |
| --- | -- | ------------------ | -------------------- | -------- | -------- | -------- | ---- |
| 1   | 1  | Sebastian Vettel   | Red Bull-Renault     | 1.37,468 | 1.35,934 | 1.34,870 | 1    |
| 2   | 3  | Lewis Hamilton     | McLaren-Mercedes     | 1.36,861 | 1.35,852 | 1.34,974 | 2    |
| 3   | 2  | Mark Webber        | Red Bull-Renault     | 1.37,924 | 1.36,080 | 1.35,179 | 3    |
| 4   | 4  | Jenson Button      | McLaren-Mercedes     | 1.37,033 | 1.35,569 | 1.35,200 | 4    |
| 5   | 5  | Fernando Alonso    | Ferrari              | 1.36,897 | 1.36,320 | 1.35,802 | 5    |
| 6   | 9  | Nick Heidfeld      | Renault              | 1.37,224 | 1.36,811 | 1.36,124 | 6    |
| 7   | 6  | Felipe Massa       | Ferrari              | 1.36,744 | 1.36,557 | 1.36,251 | 7    |
| 8   | 10 | Vitalij Petrov     | Renault              | 1.37,210 | 1.36,642 | 1.36,324 | 8    |
| 9   | 8  | Nico Rosberg       | Mercedes             | 1.37,316 | 1.36,388 | 1.36,809 | 9    |
| 10  | 16 | Kamui Kobayashi    | Sauber-Ferrari       | 1.36,994 | 1.36,691 | 1.36,820 | 10   |
| 11  | 7  | Michael Schumacher | Mercedes             | 1.36,904 | 1.37,035 |          | 11   |
| 12  | 18 | Sébastien Buemi    | Toro Rosso-Ferrari   | 1.37,693 | 1.37,160 |          | 12   |
| 13  | 19 | Jaime Alguersuari  | Toro Rosso-Ferrari   | 1.37,677 | 1.37,347 |          | 13   |
| 14  | 15 | Paul di Resta      | Force India-Mercedes | 1.38,045 | 1.37,370 |          | 14   |
| 15  | 11 | Rubens Barrichello | Williams-Cosworth    | 1.38,163 | 1.37,496 |          | 15   |
| 16  | 17 | Sergio Pérez       | Sauber-Ferrari       | 1.37,759 | 1.37,528 |          | 16   |
| 17  | 14 | Adrian Sutil       | Force India-Mercedes | 1.37,693 | 1.37,593 |          | 17   |
| 18  | 12 | Pastor Maldonado   | Williams-Cosworth    | 1.38,276 |          |          | 18   |
| 19  | 20 | Heikki Kovalainen  | Lotus-Renault        | 1.38,645 |          |          | 19   |
| 20  | 21 | Jarno Trulli       | Lotus-Renault        | 1.38,791 |          |          | 20   |
| 21  | 24 | Timo Glock         | Virgin-Cosworth      | 1.40,648 |          |          | 21   |
| 22  | 25 | Jérôme d'Ambrosio  | Virgin-Cosworth      | 1.41,001 |          |          | 22   |
| 23  | 23 | Vitantonio Liuzzi  | HRT-Cosworth         | 1.41,549 |          |          | 23   |
| 24  | 22 | Narain Karthikeyan | HRT-Cosworth         | 1.42,574 |          |          | 24   |

| Vidare från första kvalrundan ▬▬ Vidare från andra kvalrundan ▬▬ |

## Loppet

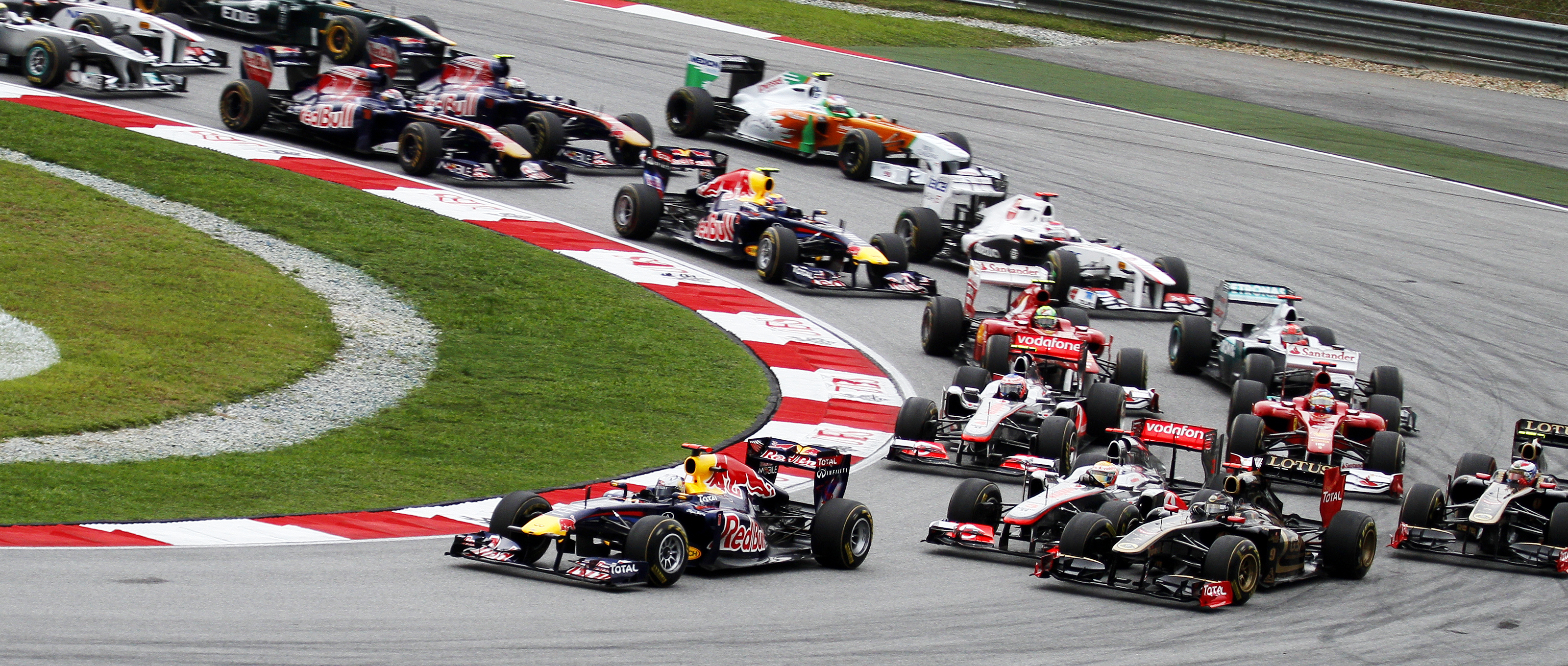
Första varvet.

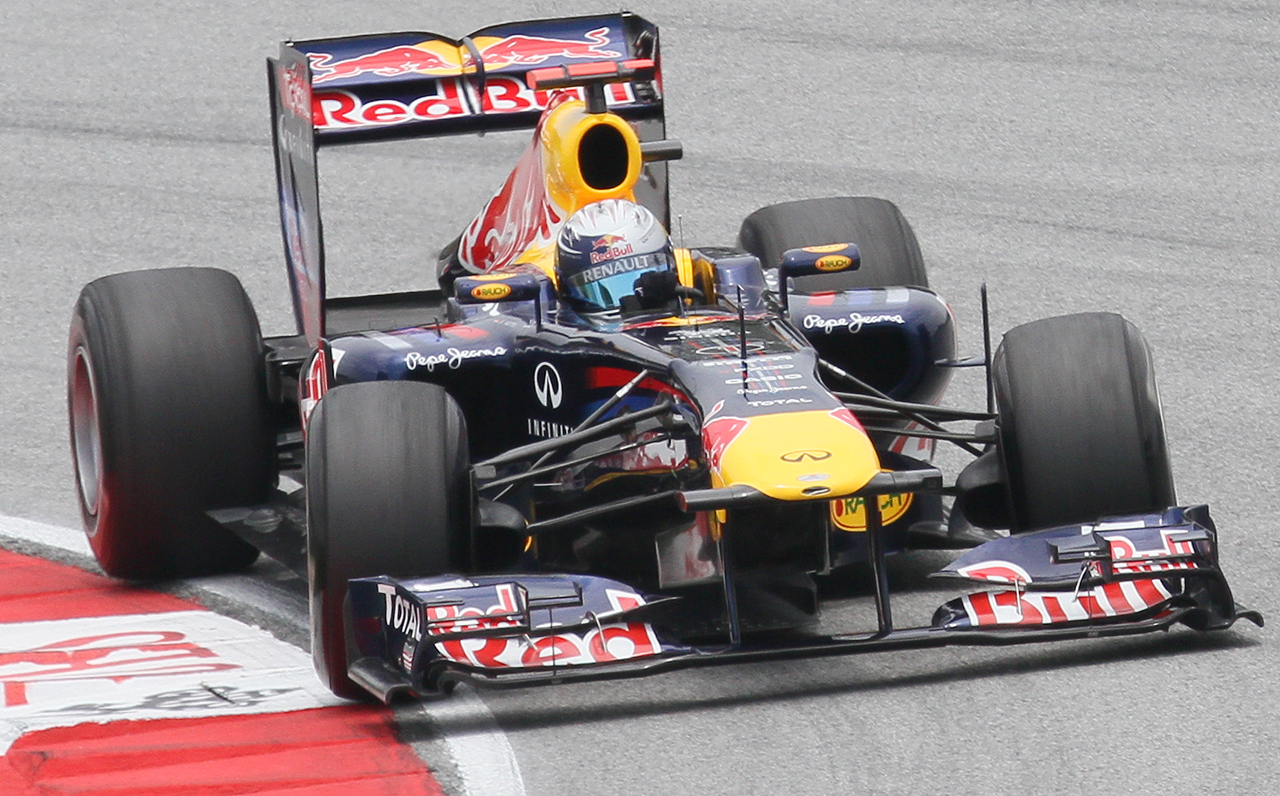
Sebastian Vettel vann loppet.

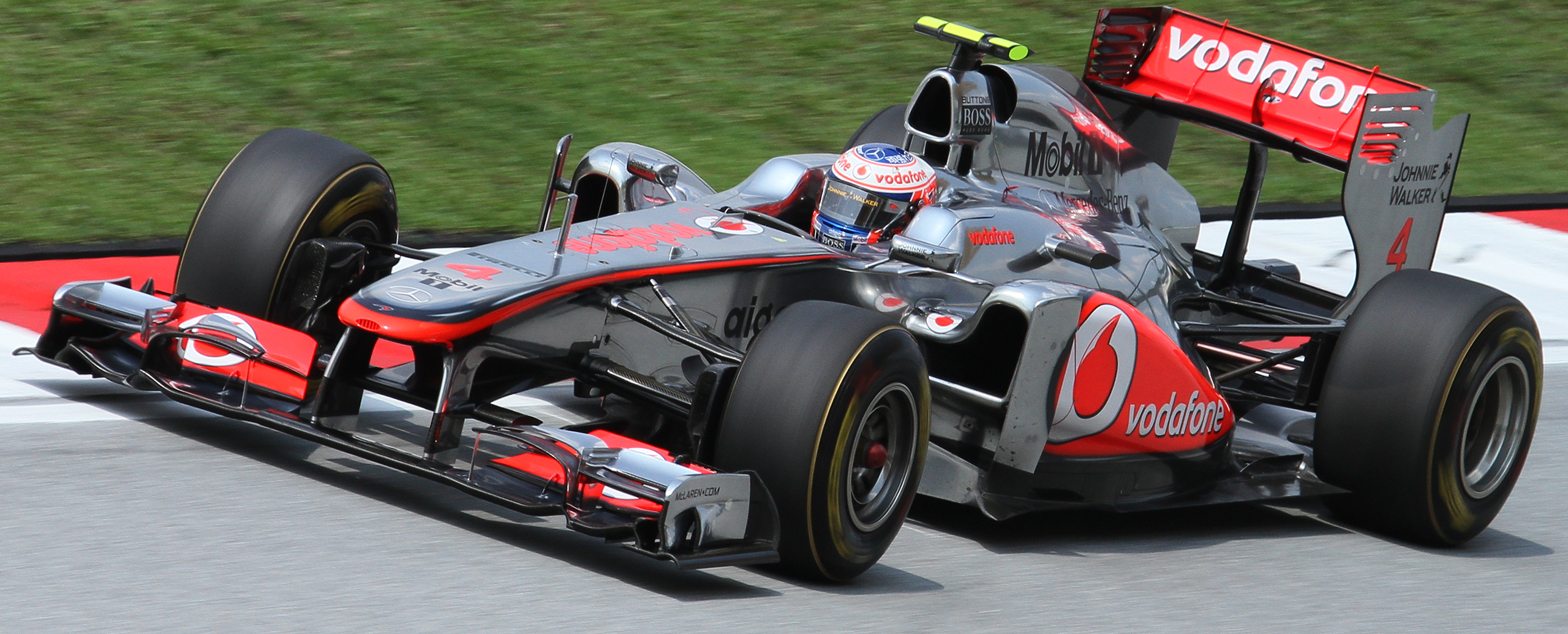
Jenson Button blev tvåa.

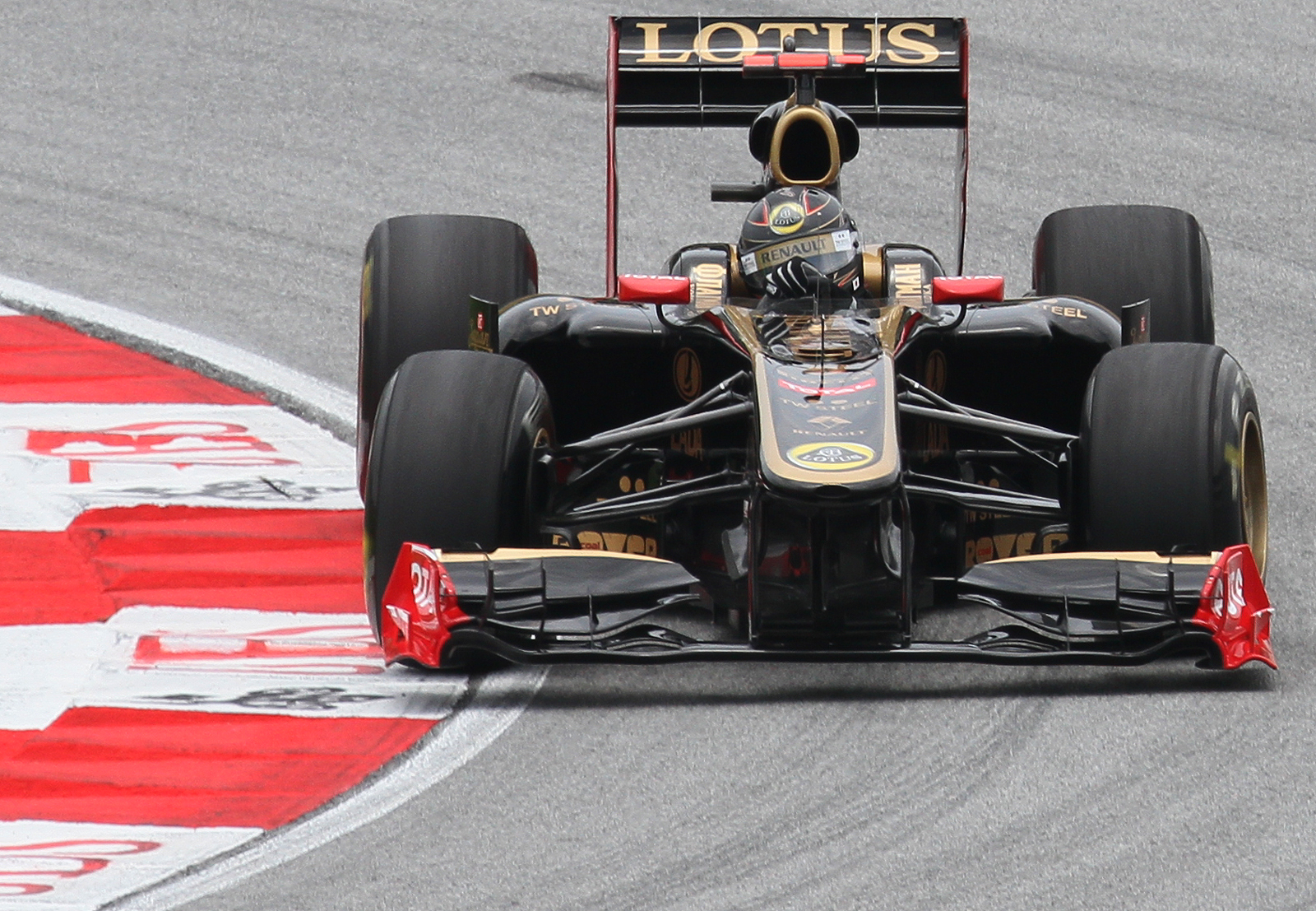
Nick Heidfeld gick i mål på tredje plats.

| Pos. | Nr | Förare             | Konstruktör          | Varv | Tid         | Grid | P  |
| ---- | -- | ------------------ | -------------------- | ---- | ----------- | ---- | -- |
| 1    | 1  | Sebastian Vettel   | Red Bull-Renault     | 56   | 1:37.39,832 | 1    | 25 |
| 2    | 4  | Jenson Button      | McLaren-Mercedes     | 56   | +3,261      | 4    | 18 |
| 3    | 9  | Nick Heidfeld      | Renault              | 56   | +25,075     | 6    | 15 |
| 4    | 2  | Mark Webber        | Red Bull-Renault     | 56   | +26,384     | 3    | 12 |
| 5    | 6  | Felipe Massa       | Ferrari              | 56   | +36,958     | 7    | 10 |
| 6    | 5  | Fernando Alonso    | Ferrari              | 56   | +57,2481    | 5    | 8  |
| 7    | 16 | Kamui Kobayashi    | Sauber-Ferrari       | 56   | +1.06,439   | 10   | 6  |
| 8    | 3  | Lewis Hamilton     | McLaren-Mercedes     | 56   | +1.09,9571  | 2    | 4  |
| 9    | 7  | Michael Schumacher | Mercedes             | 56   | +1.24,896   | 11   | 2  |
| 10   | 15 | Paul di Resta      | Force India-Mercedes | 56   | +1.31,563   | 14   | 1  |
| 11   | 14 | Adrian Sutil       | Force India-Mercedes | 56   | +1.41,379   | 17   |    |
| 12   | 8  | Nico Rosberg       | Mercedes             | 55   | +1 varv     | 9    |    |
| 13   | 18 | Sébastien Buemi    | Toro Rosso-Ferrari   | 55   | +1 varv     | 12   |    |
| 14   | 19 | Jaime Alguersuari  | Toro Rosso-Ferrari   | 55   | +1 varv     | 13   |    |
| 15   | 20 | Heikki Kovalainen  | Lotus-Renault        | 55   | +1 varv     | 19   |    |
| 16   | 24 | Timo Glock         | Virgin-Cosworth      | 54   | +2 varv     | 21   |    |
| 17   | 10 | Vitalij Petrov     | Renault              | 52   | Olycka      | 8    |    |
| Ret  | 23 | Vitantonio Liuzzi  | HRT-Cosworth         | 46   | Framvinge   | 23   |    |
| Ret  | 25 | Jérôme d'Ambrosio  | Virgin-Cosworth      | 42   | Elektronik  | 22   |    |
| Ret  | 21 | Jarno Trulli       | Lotus-Renault        | 31   | Koppling    | 20   |    |
| Ret  | 17 | Sergio Pérez       | Sauber-Ferrari       | 23   | Elektronik  | 16   |    |
| Ret  | 11 | Rubens Barrichello | Williams-Cosworth    | 22   | Hydraulik   | 15   |    |
| Ret  | 22 | Narain Karthikeyan | HRT-Cosworth         | 14   | Mekanik     | 24   |    |
| Ret  | 12 | Pastor Maldonado   | Williams-Cosworth    | 8    | Motor       | 18   |    |

| Förare och stall som tog poäng ▬▬ |

- ^1  — Fernando Alonso fick 20 sekunders tidstillägg för att han kolliderade med Lewis Hamilton.[1]
- ^2  — Lewis Hamilton fick 20 sekunders tidstillägg för att han kolliderade med Fernando Alonso.[1]

## Ställning efter loppet
|     | Pos. | Förare           | Poäng |
| ▬   | 1    | Sebastian Vettel | 50    |
| ▲ 4 | 2    | Jenson Button    | 26    |
| ▼ 1 | 3    | Lewis Hamilton   | 22    |
| ▲ 1 | 4    | Mark Webber      | 22    |
| ▼ 1 | 5    | Fernando Alonso  | 20    |

|     | Pos. | Konstruktör      | Poäng |
| ▬   | 1    | Red Bull-Renault | 72    |
| ▬   | 2    | McLaren-Mercedes | 48    |
| ▬   | 3    | Ferrari          | 36    |
| ▬   | 4    | Renault          | 30    |
| ▲ 6 | 5    | Sauber-Ferrari   | 6     |

- Notering: Endast de fem bästa placeringarna i vardera mästerskap finns med på listorna.